# Dmitrij Kabalevskij
Dmitrij Borisovitj Kabalevskij (russisk: Дмитрий Борисович Кабалевский ; født 30. december 1904, død 14. februar 1987) var en russisk komponist.
Hans produktion omfatter værker i alle genrer, operaer, balletter, 4 symfonier og korværker indeholdende hyldest til Sovjetunionen, klaverværker m.m.
Han blev født i Sankt Petersborg i 1904. I hans barndom var han meget interesseret i poesi, kunst og musik. Han digtede, malede og spillede klaver. I 1925 kom han på konservatoriet i Moskva, imod hans fars ønsker. Han var færdig i 1932, som pianist og komponist, og blev professor ved konservatoriet.
Under 2. verdenskrig skrev han fædrelandssange, og var medlem af det kommunistiske parti i 1940'erne. Desuden komponerede han også musik til teater og film. Han har også skrevet 4 symfonier, og orkesterværker etc.
Generelt var han ikke så risikabel i udtryk af harmonier, men han foretrak det mere traditionelle sammenhængende spil, med dur og mol-sammenspil.
Kabalevski anstrengte sig meget for at forene musik med børn. Han skrev specielt børnemusik, og lavede en musikuddannelses program for 24 skoler. Han underviste også selv 7-årige. Han skrev også en bog omkring musik og uddannelse.
Kabalevsky skrev indenfor alle musikgenrer, alle hans stykker var nøjagtige billeder af de virkelige begivenheder i Rusland. Specielt det er han husket for.

## Udvalgte værker
- Symfoni nr. 1 (1932) - for orkester
- Symfoni nr. 2 (1933) - for orkester
- Symfoni nr. 3 "Requiem" (1934) - for kor og orkester
- Symfoni nr. 4 (1956) - for orkester

Filmmusik
- Peterburgskaja notj (1934)
- Aerograd (1935)
- Morgenrøde over Paris (1936)
- Sjtjors (1939)
- Anton Ivanovitj er vred (1941)
- Første klasse (1948)
- Menneskevennen Pavlov (1949)
- Musorgskij (1950)
- Fjendtlige hvirvelvinde (1953)
- Sjostry (1957)